# Раздольненское сельское поселение (Приморский край)
Раздольненское се́льское поселе́ние — сельское поселение в Надеждинском районе Приморского края.
Административный центр — посёлок Раздольное.

## История
Статус и границы сельского поселения установлены Законом Приморского края от 6 декабря 2004 года № 182-КЗ «О Надеждинском муниципальном районе»

## Население
| 2008    | 2010    | 2011    | 2012    | 2013    | 2014    | 2015    |
| ------- | ------- | ------- | ------- | ------- | ------- | ------- |
| 11 267  | ↗11 910 | ↘11 897 | ↘11 600 | ↘11 334 | ↘11 070 | ↘10 881 |
| 2016    | 2017    | 2018    | 2019    | 2020    | 2021    |         |
| ↘10 827 | ↘10 700 | ↘10 619 | ↘10 418 | ↘10 300 | ↘8570   |         |

## Населённые пункты
В состав сельского поселения входят 13 населённых пунктов:
| №  | Населённый пункт | Тип населённого пункта          | Население |
| -- | ---------------- | ------------------------------- | --------- |
| 1  | 25 км            | казарма                         | ↘36       |
| 2  | 9208 км          | железнодорожный разъезд         | ↘48       |
| 3  | Алексеевка       | посёлок                         | ↘365      |
| 4  | Барановский      | железнодорожная станция         | ↗439      |
| 5  | Виневитино       | железнодорожная станция         | ↘75       |
| 6  | Горное           | посёлок                         | ↗1        |
| 7  | Городечное       | посёлок                         | ↘292      |
| 8  | Нежино           | село                            | ↘435      |
| 9  | Оленевод         | посёлок                         | ↘823      |
| 10 | Раздольное       | посёлок, административный центр | ↘5705     |
| 11 | Тереховка        | село                            | ↘566      |
| 12 | Тимофеевка       | посёлок                         | ↘260      |
| 13 | Тихое            | посёлок                         | ↘376      |

## Местное самоуправление
Администрация
Адрес: 692485, пос. Раздольное, ул. Лазо, 269. Телефон: 8 (42334) 3-34-79
Глава администрации
- Смыков Дмитрий Геннадьевич